# Hüde
Hüde er en kommune i Landkreis Diepholz i amtet ("Samtgemeinde") Altes Amt Lemförde , i den tyske delstat Niedersachsen . Den ligger i Naturpark Dümmer ved den sydlige ende af søen Dümmer mellem byerne Osnabrück og Bremen. I kommunen ligger naturreservaterne Dümmer, Ochsenmoor, Hohe Sieben og Evershorst.
Hüde er statsanerkendt rekreationsby